# おっきー・しんでぃの獏狩りないと!
おっきー・しんでぃの獏狩りないと!（おっきーしんでぃのばくがりないと）は、獏狩りの関連番組として音泉とBEWEで配信されていたインターネットラジオ番組。パーソナリティは朔夜役の置鮎龍太郎と胡蝶役の進藤尚美。

## 放送概要
- 音泉：2007年4月6日 - 2008年3月21日、隔週金曜日
- 2010年10月13日 - 2010年11月24日、隔週水曜日（期間限定）
- スポンサー：東京メディアアカデミー

## コーナー
ばくばくマンガ道場
毎回架空の生き物の名前をひとつ決めて、パーソナリティ2人がその名前から想像できるイラストをスケッチブックに描いて解説。
出来上がったイラストは番組紹介のページに展示される。リスナーも参加可能。
このコーナーに参加する場合は、メールに画像を添付して送る。

### お題
- ダバザス
- カピマール
- ジャルミー
- ソイナラス
- キャムザット
- アビタリウス
- ビワクロン
- ルルミット
- ナバヨーガッサ
- コルジュモリン
- キャンヴェートル
- フェルストーグス

ふつおたコーナー
リスナーから一般的メールを募集。パーソナリティへの質問や番組の感想など何でもOK。
ドリームハンター!
リスナーから夢に関するメールを募集。子供のころに持っていた将来の夢、現在の自分の夢、そして眠っていたときに見た面白い夢や意味の分からない夢…など、自分の夢に関することであれば何でも可能。
パーソナリティ2人がドリームハンターとなって、ときにはリスナーを勇気付け、ときには夢判断っぽく適当にその夢の意味を考え、ときにはリスナーに夢気分になる。
獏狩りワールド
『獏狩り』の原作者、市原敬子をゲストに迎えて作品の世界観や登場人物の紹介、さらにはキャラクターの裏設定的なものまで毎回伝える。
ばくばく連想ストーリー♪
市原が書いたショートストーリーの続きをリスナーに勝手に考えて送ってもらい、候補作を紹介してさらにその続きを募集していき、最終的に超長編のストーリーを完成させて楽しもうというコーナー。
わたし○○がり！
リスナーから「自分がどんな『狩り』なのか」に関するメールを募集し、紹介するコーナー。「さみしがり」、「暑がり」、「イチゴ狩り」など、最後が「がり」で終わるタイトルのメールなら、どんな「狩り」でもOK。
- 2010年10月13日〜のコーナー

ふつおた
獏狩りワールド
ばくばくバイト体験！
外伝でも描かれていた、朔夜と胡蝶のバイト生活にちなんで、リスナーから、変わったアルバイトの体験談やバイト中に起こった面白いことなどをばくばく送ってきてもらおう！というコーナー。
獏狩りしりとり対決！
毎回、パーソナリティとゲストが色々なルールのしりとりで対決。
負けた人は、負けたことで悪いツキが落ちたはず、ということで、世の中の悪い獏を退治できそうな護符を色紙に書いてもらうコーナー。
書いてもらった色紙はリスナー1名にプレゼントされる。
- 第1回 石田彰
- 第2回 代永翼
- 第3回 田中敦子

## ゲスト
- ＃07（6月29日配信） 堀内賢雄
- ＃08（7月13日配信） 堀内賢雄
- ＃15（10月19日配信） 緑川光
- ＃16（11月2日配信） 緑川光
- ＃18（11月30日配信） 代永翼
- ＃23（2月8日配信） 斎賀みつき
- ＃24（2月22日配信） 斎賀みつき

2010年10月13日〜のゲスト
- ＃01（10月13日配信）石田彰
- ＃02（10月27日配信）代永翼
- ＃03（11月10日配信）田中敦子
- ＃04（11月24日配信）代永翼、市原敬子